# Goslarer Platz
Der Goslarer Platz ist eine kleine Grünanlage im Berliner Ortsteil Charlottenburg an der Grenze zum Industriegebiet Moabit-West. Er entstand im Zusammenhang mit der Bebauung der Stadt Charlottenburg zu Beginn des 20. Jahrhunderts. Benannt wurde er nach der Stadt Goslar im Harz.

## Lage
Der Stadtplatz wird umgrenzt von den Straßen Kaiserin-Augusta-Allee (nördlich), Goslarer Platz (westlich und südlich; diese Bereiche sind die Fortsetzungen der Nordhauser Straße sowie der Klaustaler Straße) und Goslarer Ufer (östlich). Das Goslarer Ufer liegt direkt am Charlottenburger Verbindungskanal und enthält auf dieser Seite des Platzes keine Bebauung. Insgesamt münden in den Platz sieben Straßen, deren Wohnbebauung jeweils die Postadresse Goslarer Platz aufweist. Die Entfernung zum Mierendorffplatz beträgt 500 Meter. Die Fläche des Platzes kann mit knapp 9500 m² angegeben werden, sie ist leicht trapezförmig ausgeführt.

## Geschichte und Beschreibung
Der Goslarer Platz entstand durch Freihaltung eines Blockes (anfangs Kalowswerder genannt) bei der Bebauungsplanung für diesen bürgerlichen Teil Charlottenburgs und hieß Platz F, Abteilung VI. Seinen Eigennamen nach der Stadt Goslar erhielt er am 13. April 1909. Der Platzentwurf sah im Süden einen ovalen Spielplatz und im Norden eine halbrunde Schmuckanlage vor, in der eine Fontäne stehen sollte. Erwin Barth, ab 1912 Gartendirektor der Stadt Charlottenburg, hatte die Pläne ausgearbeitet und war Oberbauleiter bei dessen Anlage. Das ursprüngliche Konzept änderte Barth noch bei der Realisierung: die Bepflanzung und die räumliche Erscheinungsweise waren ihm nun nicht mehr klar genug voneinander getrennt: Der Spielplatz sollte stärker abgegrenzt werden durch eine Reihe von Hecken und geschnittenen Bäumen. Ausgeführt wurde ein niedriges Lattenspalier um den Spielplatz, begleitet von rotblühenden Rosskastanien.

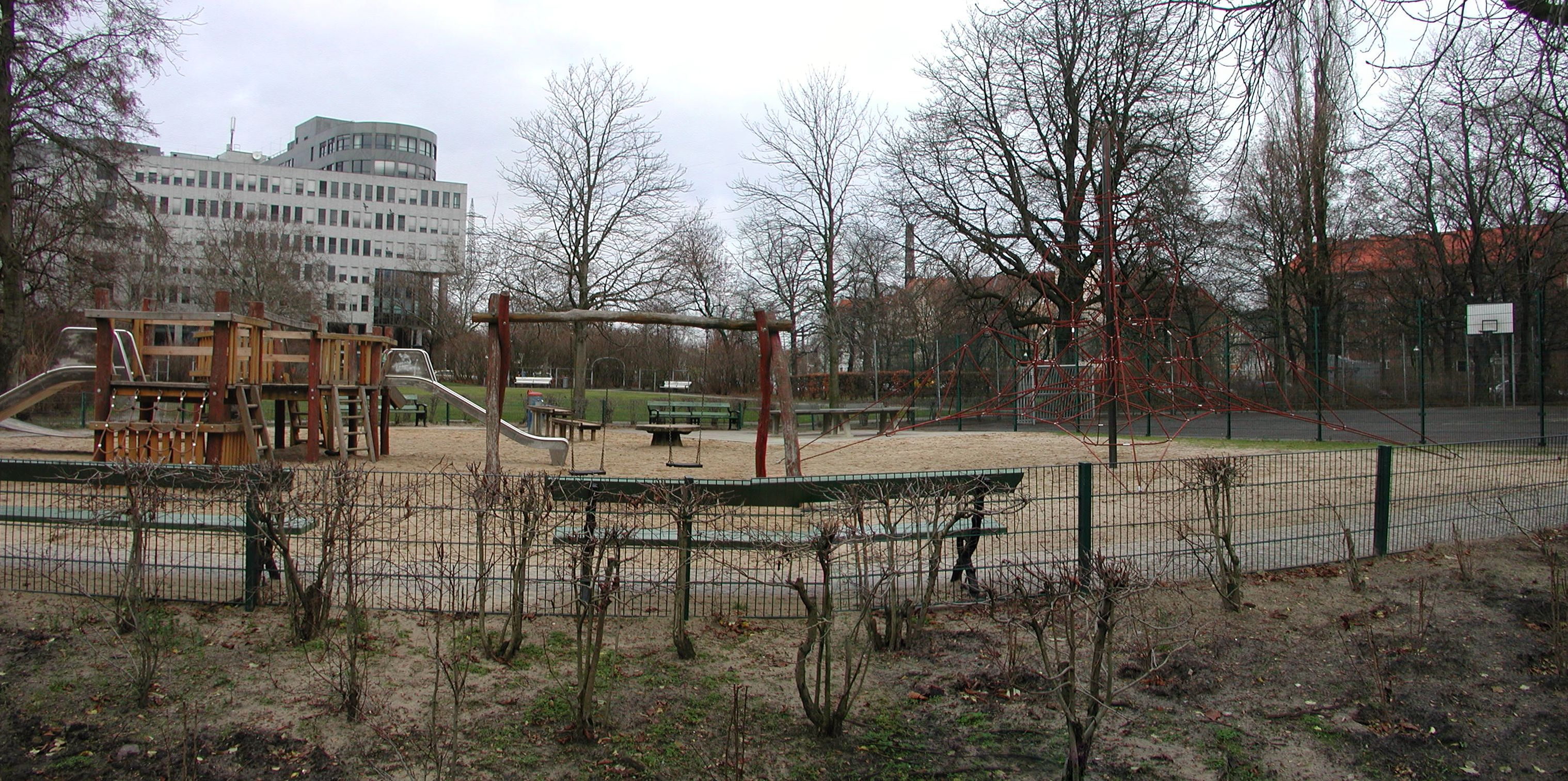
Spiel- und Sportbereich auf dem Stadtplatz, 2011

Ebenfalls ersetzte Erwin Barth die im ursprünglichen Entwurf vorgesehenen Beet- und Rabattenformen durch schlichte Pflanzstreifen. Der geplante Springbrunnen kam auch nicht mehr zur Ausführung. Der Zierrasen im Norden wurde von einer Rosenrabatte und nach Süden von Rhododendron begleitet. An den Längsseiten entstand eine Staudenrabatte vor dem Hintergrund einer Mahonienhecke. In der Rundung waren Efeu-berankte Lattengerüste mit Sitznischen, ähnlich wie später auf dem Savignyplatz. Die Eingänge zu beiden Platzteilen waren mit Rosenbögen überwölbt. Als Begrenzung zu den Straßen wurde ein niedriger Jägerzaun zwischen den Eingängen aufgestellt und zur fußläufigen Erschließung gab es mit Kleinplaster mosaikartig gestaltete breite bequeme Rundwege. Den kleinen Zaun gibt es inzwischen nicht mehr.
Der öffentliche Spielplatz auf dem Goslarer Platz hat eine Fläche von rund 1100 m² und bietet ein Seil-Klettergerüst, ein Kletterhaus, eine Tischtennisplatte sowie eine Schaukel, Kleinkinderspielgeräte und Sandspielflächen.
An der nördlichen Stirnseite des Platzes steht ein gutgewachsener Ahorn.
Der Goslarer Platz steht unter Denkmalschutz.